# Schloss Vilseck

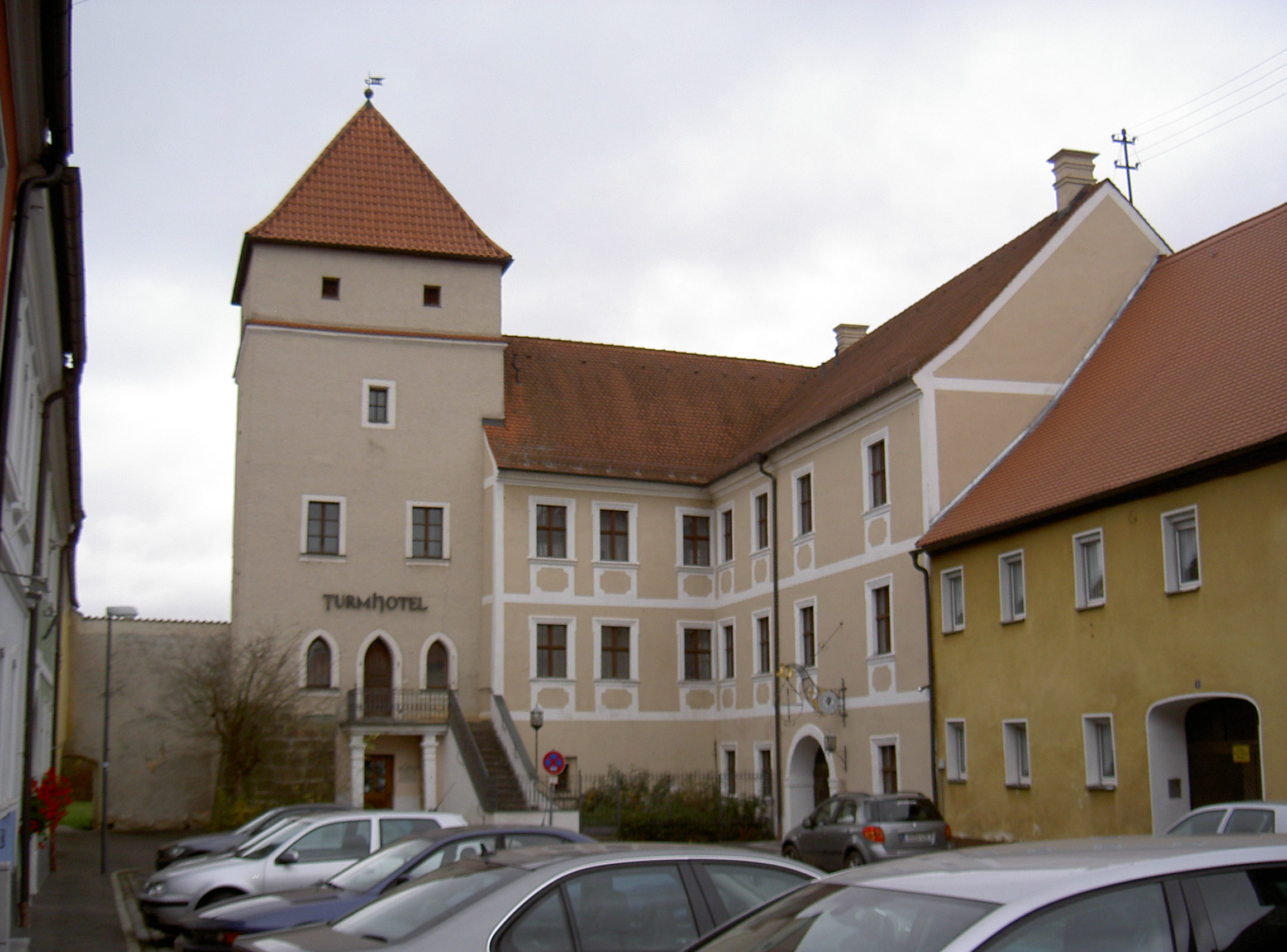
Pflegschloss Vilseck

Das Schloss Vilseck, auch Pflegschloss Vilseck genannt, ist ein Schloss in der oberpfälzischen Stadt Vilseck im Landkreis Amberg-Sulzbach von Bayern. Das ehemalige Pflegschloss befindet sich in der Herrengasse 8 von Vilseck und ist unter der Aktennummer D-3-71-156-30 als Baudenkmal verzeichnet. „Archäologische Befunde der mittelalterlichen und frühneuzeitlichen Stadtbefestigung von Vilseck“ werden zudem als Bodendenkmal unter der Aktennummer D-3-6336-0081 geführt.

## Geschichte
Als 1332 in Vilseck mit dem Bau einer Stadtmauer begonnen wurde, wurde das zuvor bereits bestehende Burggut einbezogen, obwohl es nicht der Stadt unterstellt, sondern ein Freigut war, von dem die Besitzer keinerlei Abgaben an die Stadt zu leisten hatten und das auch nicht dem Stadtgericht unterworfen war.
1375 errichteten die Vilsecker neben dem Burgguthof das Vilstor, später auch Weihertor genannt. Durch dieses Stadttor verlief die Straße von Auerbach bis zum ehemaligen Obertor, später auch als „Schwarzes Tor“ bezeichnet, und weiter zur Schnappaufbrücke. Während der Hussitenkriege ließ der Bamberger Bischof Friedrich von Aufseß, Vilseck gehörte damals zum Hochstift Bamberg, 1430/39 den Stadtweiher anlegen und zu einem Teil der Stadtbefestigung machen. Der Weg von Auerbach führte nun in einem flachen Bogen um den Weiher herum zum Vilstor. Der alte Fahrweg wurde 1466 nach der Errichtung des Vogelturms aufgehoben und führte an einer neu erbauten Mühle direkt zum „Vogelturm“, der alte Weiherturm wurde zugemauert. Er wurde zu einem Turm der Stadtbefestigung, in dem später Pulver aufbewahrt wurde, daher auch der Name „Pulverturm“.
Ende des 17. Jahrhunderts genehmigte der Bamberger Bischof die Verlegung der Pflegerwohnung von der Burg Dagestein in die Stadt Vilseck. Dazu wurde ein Neubau auf dem freien Platz an der Stadtmauer neben dem zugemauerten Vilstor errichtet. Auch der Burgguthof wurde angekauft und 1765 zu einer Wohnung der obersten Beamten (Oberamtmann) in Vilseck umgebaut. Nachdem der Pfleger umgezogen war, bürgerte sich für die ehemalige Vilsgasse die Bezeichnung Herrengasse ein und für das neue Gebäude die Bezeichnung „Pfleghof“ oder „Pflegschloss“. Ende des 18. Jahrhunderts wurde neben dem Turm ein Durchgang durch die Stadtmauer geschaffen; er bot den Bürgern die Möglichkeit, auf kurzem Weg auf den Weiherdamm zu kommen.

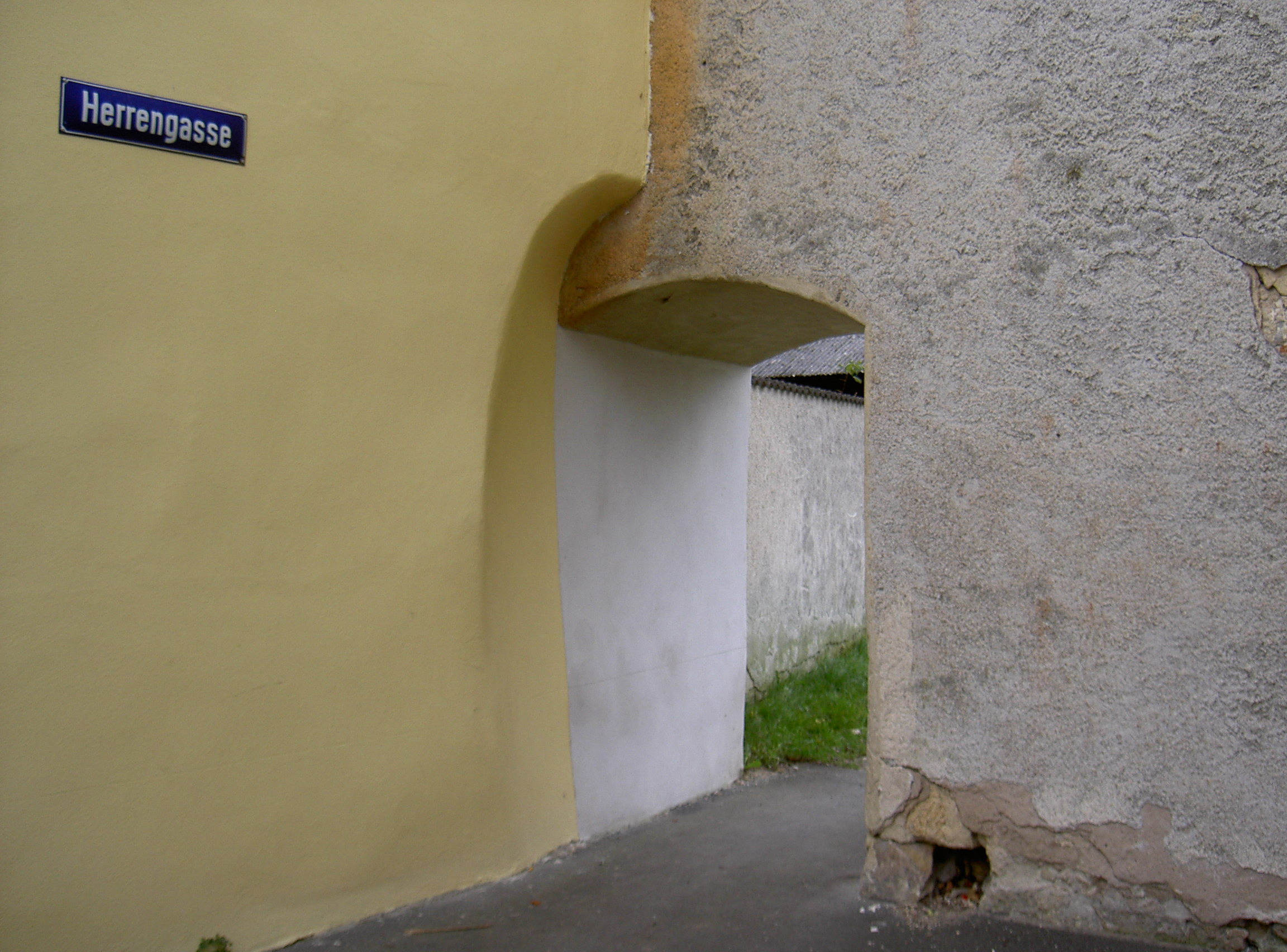
Durchgang Herrengasse

Nachdem das bambergische Amt Vileck 1803 an das Land Bayern übergegangen war und der letzte Oberamtmann am 2. Juni 1803 verstorben war, wurde das Pflegschloss versteigert. 1836 erwarb es der Apotheker Josef List und richtete im alten Vilstor eine Apotheke ein. 
Ab 1908 führte Otto Eckstein mit seiner Gattin Emma im alten Vilstor die Apotheke. Beide waren voll in das gesellschaftliche Leben integriert, betätigten sich karitativ und unterstützten die Finanzierung der Turmuhr am Vogelturm, in dem sich heute das Türmermuseum Vilseck befindet. Otto verstarb 1936, Emma zog drei Jahre später nach Hirsau und Regensburg und wurde von dort aus 1942 deportiert. An sie erinnert heute ein Stolperstein.
Nach dem Ende der Apotheke 1950 und einigen Besitzerwechseln erwarb die Familie Großer-Angerer den Komplex für eine Hotelerweiterung. Der Umbau zu einem Turmhotel konnte mit einiger Verzögerung am 20. September 1985 beendet werden. 2017 wurde die Nutzung als Hotel beendet und die hotelspezifischen Einbauten wurden zurückgebaut und der Gebäudekomplex wurde zu Wohnungen bzw. zu einem Tagungsraum umgestaltet.

## Baulichkeit
Das Gebäudeensemble besteht aus dem fünfgeschossiger Torturm, der aus verputztem Bruchsteinmauerwerk errichtet ist. Zu dessen ersten Stock führt eine Freitreppe mit eisernem Geländer. Eingang und Fenster sind spitzbogig. Das zweite Stockwerk besitzt zwei einfache Fenster, das dritte nur ein Fenster. Das vierte Stockwerk ist durch ein Gurtgesims vom dritten geschieden und erhält durch zwei Blenden Tageslicht. der Turm ist mit einem Pyramidendach gedeckt, an der Nordseite des Turms befindet sich ein Wappenschild des Hochstifts Bamberg und des Bischofs Lamprecht von Brunn von 1375. Den Abschluss bildet eine Wetterfahne, die an Stelle eines früher angebrachten Blitzableiters angebracht wurde. Im Erdgeschoss befindet sich ein Kellerraum, zwei Sandsteinsäulen tragen die Plattform zum ehemaligen Apothekeneingang. Dieser Bauteil ist aus Kalkstein mit starken Eckquadern errichtet.

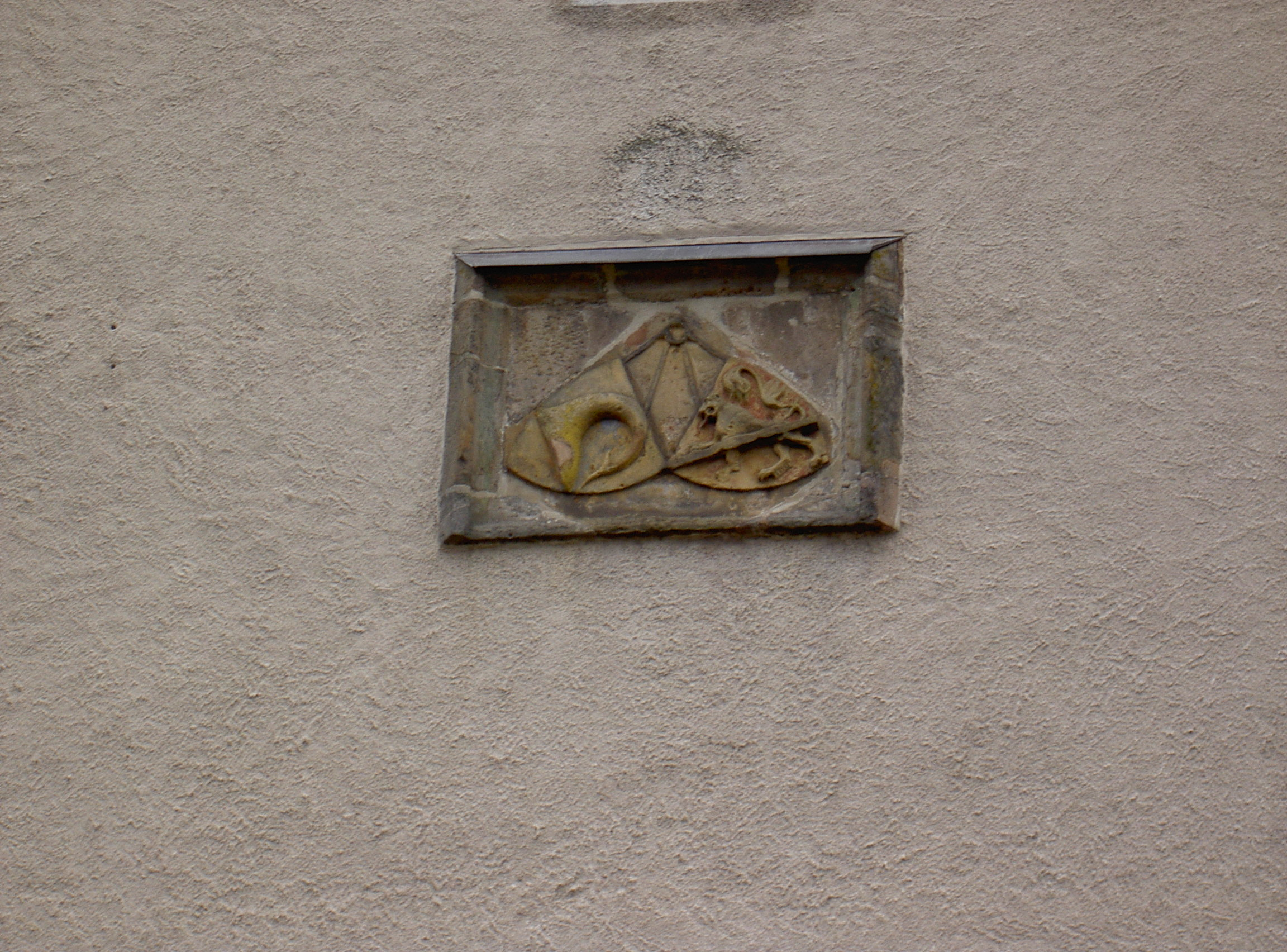
Wappenstein des Lamprecht von Brunn, Fürstbischof des Hochstiftes Bamberg

An den Turm schließt das ehemalige Burgguthaus an (ab 1745 und bis 1802 Amtssitz des Hochstiftisch Bambergischen Pflegers). Dieses ist ein dreigeschossiger, zweiflügeliger und verputzter Massivbau mit Satteldach und einer Putzgliederung, die nach 1740 erneuert wurde. Ein großes Eingangstor bildet den Zugang zu diesem Gebäudeteil.